# 1928年の相撲
1928年の相撲（1928ねんのすもう）は、1928年の相撲関係のできごとについて述べる。
1927年-1928年-1929年

## できごと
- 1月12日、NHKが大相撲のラジオ中継を開始した[1]。これに伴い、仕切り制限時間や仕切り線が設けられた。

- 10月、横綱・西ノ海が引退[2]。

## 本場所
- 1月場所
  - 幕内最高優勝：常陸岩英太郎（出羽海部屋） - 10勝1敗（初優勝）[3]
- 3月場所
  - 幕内最高優勝：能代潟錦作（錦島部屋） - 10勝1分（初優勝）[3]
- 5月場所
  - 幕内最高優勝：常ノ花寛市（出羽海部屋） - 11戦全勝（3場所ぶり7回目）[3]
- 10月場所
  - 幕内最高優勝：宮城山福松（高田川部屋） - 9勝2敗（7場所ぶり2回目）[3]

## 誕生
- 1月5日 - 白雄山昇（最高位：十両4枚目、所属：錦島部屋→伊勢ノ海部屋、+ 1997年【平成9年】）
- 3月16日 - 初代若乃花幹士（第45代横綱、所属：二所ノ関部屋→芝田山部屋→花籠部屋、第6代日本相撲協会理事長、+ 2010年【平成22年】）[4]
- 3月23日 - 若椿利信（最高位：十両2枚目、所属：二所ノ関部屋→芝田山部屋→花籠部屋）
- 5月5日 - 能登ノ山竜三（最高位：十両13枚目、所属：立浪部屋、+ 1971年【昭和46年】）
- 5月13日 - 津軽海伝藏（最高位：十両16枚目、所属：春日野部屋、+ 2013年【平成25年】）[5]
- 6月23日 - 羽咋山勝久（最高位：十両21枚目、所属：立浪部屋）
- 7月18日 - 27代式守伊之助（元・立行司、所属：春日野部屋、+ 2005年【平成17年】）[6]
- 7月28日 - 玉風福太郎（最高位：十両4枚目、所属：若松部屋→西岩部屋→若松部屋）
- 9月26日 - 嶋錦博（最高位：前頭筆頭、所属：芝田山部屋→高田川部屋→高砂部屋、+ 2003年【平成15年】）[7]
- 9月27日 - 神若淳三（最高位：前頭12枚目、所属：二所ノ関部屋、+ 1999年【平成11年】）[8]
- 9月30日 - 泉洋辰夫（最高位：前頭6枚目、所属：時津風部屋）[9]
- 10月9日 - 速浪武夫（最高位：十両14枚目、所属：伊勢ヶ濱部屋→荒磯部屋）
- 10月13日 - 大天龍光則（最高位：前頭2枚目、所属：二所ノ関部屋）[7]
- 11月1日 - 出羽ノ花好秀（最高位：前頭13枚目、所属：出羽海部屋、+ 2011年【平成23年】）[10]
- 11月20日 - 伊集院大八（最高位：十両7枚目、所属：井筒部屋）
- 12月15日 - 28代木村庄之助（元・立行司、所属：出羽海部屋、+ 2010年【平成22年】）[6]
- 12月20日 - 松錦常市（最高位：十両2枚目、所属：中村部屋）

## 死去
- 3月18日 - 碇潟夘三郎（最高位：前頭筆頭、所属：出羽ノ海部屋、年寄：佐ノ山、* 1879年【明治12年】）[11]
- 4月12日 - 入間川清藏（最高位：前頭7枚目、所属：入間川部屋→錣山部屋→入間川部屋、* 1844年【天保15年】）
- 5月16日 - 桂川力蔵（最高位：前頭5枚目（現役没）、所属：雷部屋→三保ヶ関部屋、* 1895年【明治28年】）[12]
- 5月17日 - 伊勢ノ濱慶太郎（最高位：大関、所属：根岸部屋→友綱部屋、年寄：中立、* 1883年【明治16年】）[13]
- 6月15日 - 初代梅ヶ谷藤太郎（第15代横綱、所属：玉垣部屋、* 1845年【弘化2年】）[14]
- 9月19日 - 玉椿憲太郎（最高位：関脇、所属：雷部屋、年寄：白玉、* 1883年【明治16年】）[15]
- 10月14日 - 緋縅祐光（最高位：前頭17枚目、所属：二十山部屋、* 1889年【明治22年】）[16]
- 12月28日 - 大戸嵜岩枩（最高位：前頭3枚目、所属：尾車部屋、* 1866年【慶応2年】）